# .MAR
.MAR es una banda argentina de rock y metal progresivo formada en 2015 en Buenos Aires por Manuel Cernello Castro y Augus Fernández Britos. Con una mezcla de rock progresivo, post-rock y elementos electrónicos, la banda ha sido reconocida por su participación en importantes eventos internacionales como el Knotfest Argentina 2022 y su colaboración como telonera de bandas como Gojira, Trivium, y Alcest. Con el tiempo la banda evolucionó de un power trio tradicional hacia un grupo de exploración sonora, fusionando géneros como el rock progresivo, el metal, el post-rock y elementos de música electrónica.

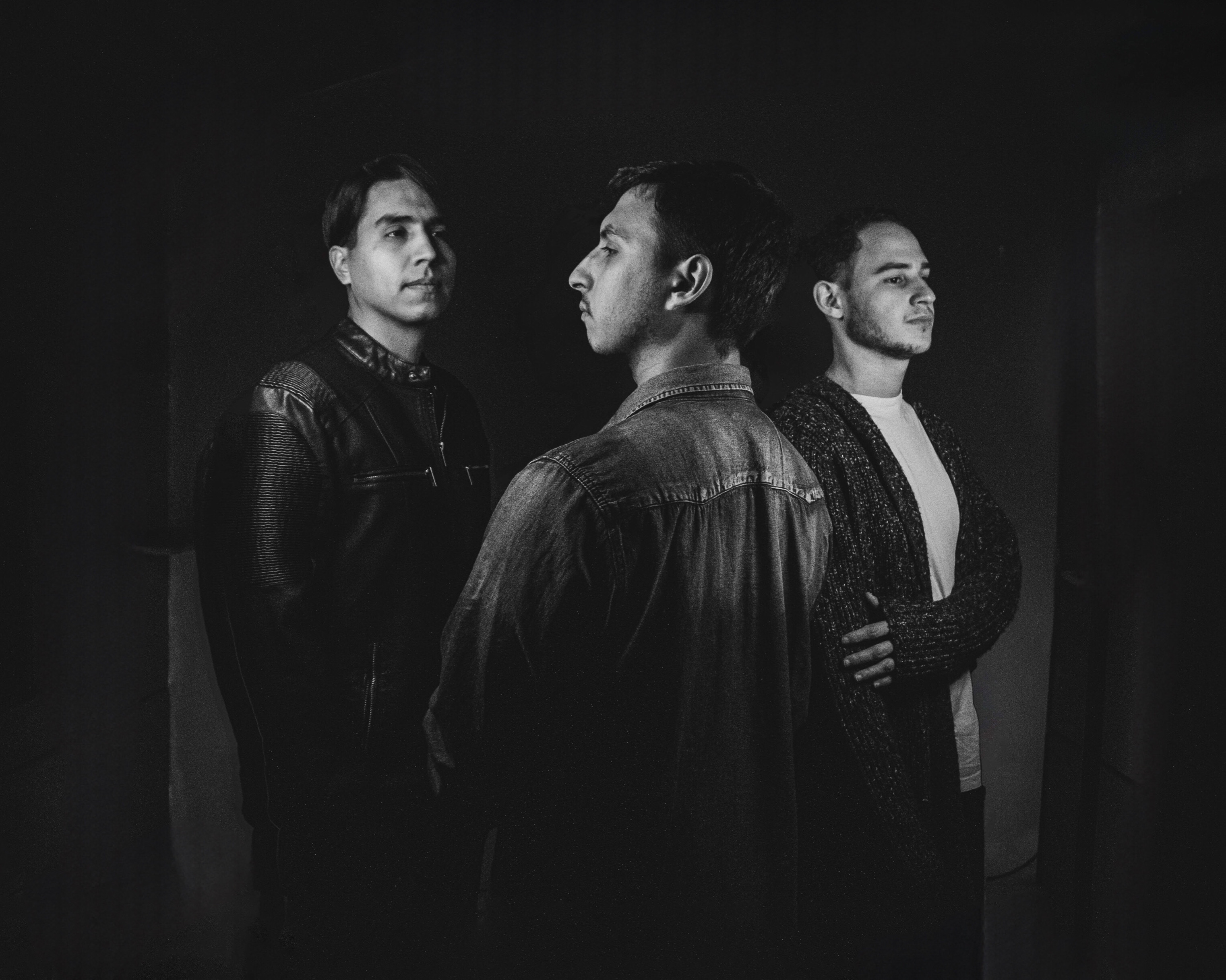
.MAR en 2024. De izq. a dcha.: Manuel Cernello Castro, Augus Fernández Britos y Rodrigo Torres Pinelli. (foto: @steffieofcoursefotografia)

## Historia

### Orígenes y formación (2015–2019)
.MAR fue fundada en 2015 por Manuel Cernello Castro (guitarra) y Augus Fernández Britos (bajo), exintegrantes de la banda de rock progresivo Dudosa Moral, en la búsqueda de un sonido más pesado y orientado al metal progresivo.
A los meses se suma Rodrigo Torres Pinelli como baterista y en septiembre de 2015 se juntan por primera vez en una sala de ensayo (Sala Idom) en la ciudad Pilar.
Con el pasar del tiempo, la banda empieza a pasar de influencias más tradicionales como Megadeth, Tool y Carajo a tener un enfoque más experimental y con mezcla de estilos al momento de comenzar a trabajar en su primer álbum a principios de 2016 aunque no fue hasta 2019 que iniciaron la etapa de preproducción.

### Primer álbum (2019–2022)
En octubre de 2022, .MAR lanzó su álbum debut, Mar I, un disco instrumental de seis canciones que refleja la transición de la banda desde sus raíces en el rock progresivo hasta explorar influencias del metal, el post-rock y la música electrónica. El proceso creativo fue largo y se llevó a cabo en varias etapas, comenzando en 2016 y culminando en la grabación durante el “Aislamiento Social, Preventivo y Obligatorio” (ASPO) en 2020. El álbum fue grabado, mezclado y masterizado entre 2020 y 2021.
En julio de 2022, la banda publicó "Fuerza", su primer sencillo, acompañado de una presentación en sus redes sociales. Este lanzamiento marcó un punto de inflexión en la carrera de .MAR.

### Giras y presentaciones internacionales (2022–2023)
En agosto de 2022 la banda Gojira anunció a .MAR como banda soporte para su concierto en el Estadio Luna Park de Buenos Aires. Ante una audiencia de aproximadamente 8000 personas, .MAR hizo su debut en un escenario de gran magnitud. La presentación fue bien recibida por el público.
En diciembre de 2022, .MAR abrió para Trivium en el Complejo C Art Media de Buenos Aires en el marco del Knotfest Argentina 2022, y en abril de 2023, se presentó como telonera de Alcest en Uniclub.

### Escena local (2023–2025)
En marzo de 2023, .MAR dio su primer show propio en el Club V de Buenos Aires, agotando las entradas una semana antes del evento. A principios de abril la banda abrió para Alcest en Uniclub el 1 de abril, y a finales (el domingo 30) para Arde La Sangre, una de las bandas más importantes del panorama rock argentino, en el Club Tucumán de Quilmes.
El resto de 2023 se dedicaron a seguir presentándose en vivo, mientras preparaban material audiovisual para lanzar en 2024.
Es en 2024 que la banda se dedicó a seguir sumando presentaciones en vivo en lugares como Club V (logrando su segundo sold out junto a la banda amiga Sygma) y Club Cultural Bula a la vez que lanzaron un EP de covers con una serie de videoclips en formato Live Session.
En 2025 la banda inició el año siendo banda soporte para This Will Destroy You en Uniclub como parte de su Latin American Tour 2025 tras lo cual retomarán el proceso creativo buscando nuevas canciones.

## Influencias y estilo
El sonido de .MAR combina géneros como el metal progresivo y el post-rock con elementos electrónicos, creando atmósferas densas que han sido destacadas por medios especializados como Indie Hoy.
La banda ha citado grupos como Tool, Gojira, Trivium, The Contortionist y Alcest como influencias internacionales y a bandas nacionales como Carajo por la dinámica de trío y la búsqueda de un sonido en constante evolución.

## Discografía

### Álbumes de estudio
- Mar I (2022)

### EPs
- Versiones (2024)

### Sencillos
- "Fuerza" (2022)
- "The Lift" (2022)
- "Traced in Constellations" (cover) (2024)
- "Vectors" (cover) (2024)
- "To Live Is to Die" (cover) (2024)